# جيني كيلي
جيني كيلي (بالإنجليزية: Jenny Kelly)‏ هي مقدمة برامج إذاعية أيرلندية، ولدت في 6 مايو 1972 في دبلن في جمهورية أيرلندا.